# Liste der Biografien/Mulla
Liste der Biografien |
Portal Biografien |
Personensuche
# |
A |
B |
C |
D |
E |
F |
G |
H |
I |
J |
K |
L |
M |
N |
O |
P |
Q |
R |
S |
T |
U |
V |
W |
X |
Y |
Z |
?
 
Ma |
Mb |
Mc |
Md |
Me |
Mf |
Mg |
Mh |
Mi |
Mj |
Mk |
Ml |
Mm |
Mn |
Mo |
Mp |
Mq |
Mr |
Ms |
Mt |
Mu |
Mv |
Mw |
Mx |
My |
Mz
 
Mua |
Mub |
Muc |
Mud |
Mue |
Muf |
Mug |
Muh |
Mui |
Muj |
Muk |
Mul |
Mum |
Mun |
Muo |
Mup |
Muq |
Mur |
Mus |
Mut |
Muu |
Muv |
Muw |
Mux |
Muy |
Muz
 
Mula |
Mulb |
Mulc |
Muld |
Mule |
Mulf |
Mulg |
Mulh |
Muli |
Mulj |
Mulk |
Mull |
Mulm |
Muln |
Mulo |
Mulr |
Muls |
Mult |
Mulu |
Mulv |
Mulw |
Muly |
Mulz
 
Mulla |
Mulle |
Mullg |
Mullh |
Mulli |
Mulln |
Mullo |
Mullr |
Mully
Die Liste der Biografien führt alle Personen auf, die in der deutschsprachigen Wikipedia einen Artikel haben. Dieses ist eine Teilliste mit 26 Einträgen von Personen, deren Namen mit den Buchstaben „Mulla“ beginnt.

## Mulla
- Mulla Feroze, Rusi (* 1922), indischer Radrennfahrer
- Mulla, Adel al- (1970–2022), katarischer Fußballspieler
- Mulla, Fayad (* 1980), österreichischer Politiker
- Mülla, Marleen (* 2001), estnische Stabhochspringerin

### Mullac
- Mullach, Friedrich Wilhelm August (1807–1882), deutscher Klassischer Philologe, Neogräzist und Philosophiehistoriker

### Mullae
- Mullaert, Sebastian (* 1977), schwedischer Produzent und DJ im Bereich der elektronischen Tanzmusik und war eine Hälfte des Duos Minilogue

### Mullah
- Mullahy, John (* 1982), australischer Politiker

### Mullai
- Mullainathan, Sendhil (* 1973), indisch-amerikanischer Volkswirt

### Mullaj
- Mullajonov, Lazizbek (* 1999), usbekischer Boxer

### Mullal
- Mullally, Erin (* 1990), australischer Schauspieler und Model
- Mullally, Megan (* 1958), US-amerikanische Schauspielerin
- Mullally, Sarah (* 1962), britische anglikanische Bischöfin der Church of England
- Mullally, Siobhán, irische Rechtswissenschaftlerin

### Mullan
- Mullan, Peter (* 1959), schottischer Schauspieler und RegisseurPeter Mullan (* 1959)

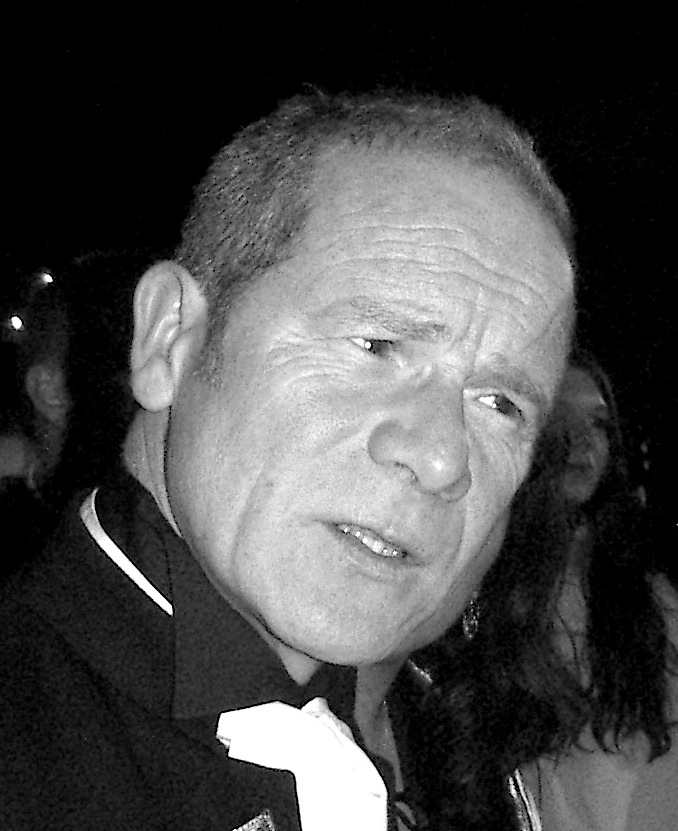
Peter Mullan (* 1959)

- Mullan, Ross (* 1967), britisch-kanadischer Schauspieler
- Mullane, Mike (* 1945), US-amerikanischer Astronaut
- Mullany, Mitch (1968–2008), US-amerikanischer Stand-Up-Comedian und Schauspieler

### Mullar
- Mullard, Stanley R. (1883–1979), britischer Unternehmer
- Mullarkey, Jack, irischer Schauspieler
- Mullarkey, Mary (1943–2021), US-amerikanische Juristin, Chief Justice des Colorado Supreme Court

### Mullas
- Mullassery, Paul Antony (* 1960), indischer Geistlicher, römisch-katholischer Bischof von Quilon

### Mullau
- Müllauer, Fabian (* 2003), österreichischer Biathlet
- Müllauer, Karl (1959–2014), österreichischer Journalist und Chefredakteur
- Müllauer, Lukas (* 1997), österreichischer Ski Freestyler
- Müllauer, Robert (1824–1902), deutscher Gutsbesitzer und Politiker (DFP), MdR

### Mullaw
- Mullawirraburka († 1845), Führer der Kaurna-Aborigines